# Джордан Гран При
Джордан Гран При е отбор от Формула 1.
Основан е през 1991 година от Еди Джордан. Най-доброто му представяне е през сезон 1999, когато достига до 3-то място в генералното класиране при конструкторите, а Френцен, състезаващ се за тима е трети при пилотите. През 2005 година тима е закрит поради финансови проблеми. Последно състезание за отбора е Голяма награда на Китай през 2005 г.
- Михаел Шумахер в Джордан 191
- Джанкарло Фисикела в болида на Джордан EJ12
- Деймън Хил като пилот на Джордан през 1999 за ГП на Великобритания.
- Хайнц-Харалд Френцен се състезава за Джордан през 1999 в Канадската ГП

## Победи на Джордан Гран При във Формула 1
| N | Година | Пилот                | Двигател            | Гуми | Голяма награда | Писта      | Статистика |
| - | ------ | -------------------- | ------------------- | ---- | -------------- | ---------- | ---------- |
| 1 | 1998   | Деймън Хил           | Джордан-Муген-Хонда | Г    | Белгия         | Спа        | Статистика |
| 2 | 1999   | Хайнц-Харалд Френцен | Джордан-Муген-Хонда | Б    | Франция        | Маникур    | Статистика |
| 3 | 1999   | Хайнц-Харалд Френцен | Джордан-Муген-Хонда | Б    | Италия         | Монца      | Статистика |
| 4 | 2003   | Джанкарло Фисикела   | Джордан-Форд        | Б    | Бразилия       | Интерлагос | Статистика |